# شهرستان مین
شهرستان مین (به لاتین: Min County) یک منطقهٔ مسکونی در چین است که در دینگسی واقع شده‌است.